# Prefectura Aetolia-Acarnania
Aetolia-Acarnania (greacă Αιτωλοακαρνανία) este o prefectură greacă. Reședința sa este orașul Mesolongion.

## Municipalități și comunități
| Municipalitate | Cod YPES | Reședință (dacă e diferită) |
| -------------- | -------- | --------------------------- |
| Agrinio        | 0202     |                             |
| Aitoliko       | 0203     |                             |
| Alyzia         | 0204     | Kandila                     |
| Amfilochia     | 0205     |                             |
| Anaktorio      | 0206     | Vonitsa                     |
| Angelokastro   | 0201     |                             |
| Antirrio       | 0207     |                             |
| Apodotia       | 0208     | Ano Chora                   |
| Arakynthos     | 0209     | Papadates                   |
| Astakos        | 0210     |                             |
| Chalkeia       | 0229     | Gavrolimni                  |
| Fyteies        | 0228     |                             |
| Inachos        | 0213     | Chalkiopoulo                |
| Kekropia       | 0214     | Palairos                    |
| Makryneia      | 0215     | Gavalou                     |
| Medeon         | 0216     | Katouna                     |
| Menidi         | 0217     |                             |
| Messolonghi    | 0218     |                             |
| Naupactus      | 0219     |                             |
| Neapoli        | 0220     |                             |
| Oiniades       | 0221     | Neochori                    |
| Panaitoliko    | 0222     | Skoutera                    |
| Parakampylia   | 0224     | Agios Vlasios               |
| Paravola       | 0223     |                             |
| Platanos       | 0225     |                             |
| Pyllini        | 0226     | Simos                       |
| Stratos        | 0227     |                             |
| Thermo         | 0211     |                             |
| Thestieis      | 0212     | Kainourgio                  |